# 尼瓦爾佛教
尼瓦爾佛教，是尼泊尔加德满都尼瓦爾人所信仰的独特形式佛教。尼瓦爾佛教属于金刚乘佛教，受怛特羅密教与印度教很大影响。它是已知最古老的金剛乘佛教，比西藏金剛乘佛教更早600多年。
他们有与其他地方佛教不同的地方；他们的上師出自釋迦族，而且尼瓦尔佛教徒也有种姓制度。